# گوین جانسون (بازیکن فوتبال)
گوین جانسون (انگلیسی: Gavin Johnson؛ زادهٔ ۱۰ اکتبر ۱۹۷۰) بازیکن فوتبال اهل بریتانیا است.
از باشگاه‌هایی که در آن بازی کرده‌است می‌توان به باشگاه فوتبال ویگان اتلتیک، باشگاه فوتبال نورث‌همپتون تاون، باشگاه فوتبال بری تاون، باشگاه فوتبال والشام لو ویلووس، باشگاه فوتبال کولچستر یونایتد، باشگاه فوتبال ایپسویچ تاون، باشگاه فوتبال آکسفورد یونایتد، باشگاه فوتبال بوستون یونایتد، باشگاه فوتبال نیدهام مارکت، باشگاه فوتبال لوتون تاون، و باشگاه فوتبال دانفرملین اتلتیک اشاره کرد.